# Алессон
А́лессон дос Са́нтос Бати́ста (порт.-браз. Alesson dos Santos Batista более известный, как А́лессон порт.-браз. Alesson; род. 16 февраля 1999, Гуарульюс, Сан-Паулу) — бразильский футболист, полузащитник московского «Торпедо», выступающий на правах аренды за «Мирасол».

## Клубная карьера
Алессон — воспитанник клубов ФТЦПen и «Параны». 
19 ноября 2016 года в матче против «Сеары» он дебютировал в бразильской Серии B в составе последних. 
В период с 2017 по 2018 годы на правах аренды выступал за молодёжные команды клубов «Понте-Прета» и «Крузейро». 4 сентября 2018 года вернулся в «Парану». 28 октября 2018 года в матче против «Крузейро» он дебютировал в бразильской Серии A. 25 марта 2019 года в поединке Лиги Паранаэнсе против «Кашкавел Рекреативо» игрок забил свой первый гол за «Парану».
6 января 2020 года Алессон перешёл в «Баию». 26 июля 2020 года в матче Кубка Нордесте против «Ботафого» (Жуан-Песоа) он дебютировал в составе клуба. 6 февраля 2021 года в матче Серии А против «Гояса» забил свой первый гол за «Баию». В составе команды стал обладателем Кубка Нордесте 2021.
17 июня 2021 года Алессон подписал контракт с «Вила-Нова» (Гояния). 20 июня 2021 года в матче Серии B против «Коритибы» он дебютировал за клуб. 29 июня 2021 года в поединке против «Операрио Ферровиарио» забил свой первый гол за «Вила-Нова». 
28 декабря 2021 года Алессон на правах аренды присоединился к «Куябе». 10 апреля 2022 года в матче Серии А против «Форталезы» он дебютировал за новую команду. 8 мая 2022 года в поединке против «Сантоса» забил первый гол за «Куябу».
26 декабря 2022 года Алессон был арендован клубом «Гояс». 22 февраля 2023 года в матче Кубка Верди против «Униао» он дебютировал за команду. 8 февраля 2023 года в поединке против «Флуминенсе» игрок забил первый гол за «Гояс». В составе команды стал обладателем Кубка Верди 2023.
2 января 2024 года Алессон вернулся из аренды в «Вила-Нову». В сезоне 2024 забил 11 голов и стал лучшим бомбардиром клуба.
16 января 2025 года Алессон был куплен московским «Торпедо». В сезоне 2024/25 с клубом стал серебряным призёром Первой лиги.
11 июня 2025 года на правах аренды пополнил состав клуба «Мирасол».

## Статистика выступлений
| Выступление        | Выступление      | Выступление      | Лига | Лига | Кубки | Кубки | Международные кубки | Международные кубки | Итого | Итого |
| Клуб               | Лига             | Сезон            | Игры | Голы | Игры  | Голы  | Игры                | Голы                | Игры  | Голы  |
| ------------------ | ---------------- | ---------------- | ---- | ---- | ----- | ----- | ------------------- | ------------------- | ----- | ----- |
| Парана             | Серия B          | 2016             | 2    | 0    | 0     | 0     | —                   | —                   | 2     | 0     |
| Парана             | Серия A          | 2018             | 7    | 0    | 0     | 0     | —                   | —                   | 7     | 0     |
| Парана             | Серия B          | 2019             | 19   | 0    | 2     | 1     | —                   | —                   | 21    | 1     |
| Парана             | Итого            | Итого            | 28   | 0    | 2     | 1     | —                   | —                   | 30    | 1     |
| Баия               | Серия A          | 2020             | 16   | 2    | 2     | 0     | 1                   | 0                   | 19    | 2     |
| Баия               | Серия A          | 2021             | 1    | 0    | 10    | 0     | 4                   | 2                   | 15    | 2     |
| Баия               | Итого            | Итого            | 17   | 2    | 12    | 0     | 5                   | 2                   | 34    | 4     |
| Вила-Нова (Гояния) | Серия B          | 2021             | 33   | 7    | 4     | 1     | —                   | —                   | 37    | 8     |
| Вила-Нова (Гояния) | Серия B          | 2024             | 35   | 11   | 6     | 2     | —                   | —                   | 41    | 13    |
| Вила-Нова (Гояния) | Итого            | Итого            | 68   | 18   | 10    | 3     | —                   | —                   | 78    | 21    |
| → Куяба            | Серия A          | 2022             | 21   | 2    | 4     | 0     | 4                   | 0                   | 29    | 2     |
| → Куяба            | Итого            | Итого            | 21   | 2    | 4     | 0     | 4                   | 0                   | 29    | 2     |
| → Гояс             | Серия A          | 2023             | 23   | 2    | 9     | 0     | 7                   | 0                   | 39    | 2     |
| → Гояс             | Итого            | Итого            | 23   | 2    | 9     | 0     | 7                   | 0                   | 39    | 2     |
| Торпедо (Москва)   | Первая лига      | 2024/25          | 7    | 0    | 0     | 0     | —                   | —                   | 7     | 0     |
| Торпедо (Москва)   | Итого            | Итого            | 7    | 0    | 0     | 0     | —                   | —                   | 7     | 0     |
| → Мирасол          | Серия A          | 2025             | 7    | 1    | 0     | 0     | —                   | —                   | 7     | 1     |
| → Мирасол          | Итого            | Итого            | 7    | 1    | 0     | 0     | —                   | —                   | 7     | 1     |
| Всего за карьеру   | Всего за карьеру | Всего за карьеру | 171  | 25   | 37    | 4     | 16                  | 2                   | 224   | 31    |

## Достижения
«Баия»
- Чемпион Лиги Баияно: 2020[англ.]
- Обладатель Кубка Нордесте: 2021[англ.]
- Финалист Кубка Нордесте: 2020[англ.]
- Итого : 2 трофея

«Вила-Нова» (Гояния)
- Финалист Лиги Гояно: 2024[англ.]
- Финалист Кубка Верди (2): 2021[англ.], 2024[англ.]

«Куяба»
- Чемпион Лиги Мату-Гросенсе: 2022[исп.]
- Итого : 1 трофей

«Гояс»
- Чемпион Лиги Гояно: 2023[англ.]
- Обладатель Кубка Верди: 2023[англ.]
- Итого : 2 трофея

«Торпедо» (Москва)
- Серебряный призёр Первой лиги: 2024/25